# Chiavari
Chiavari (en ligur Ciävai [/ˈt͡ʃaːvai̯/]) és un comune italià, situat a la regió de la Ligúria i a la ciutat metropolitana de Gènova. El 2011 tenia 27.295 habitants. Limita amb les comunes de Carasco, Cogorno, Lavagna, Leivi i Zoagli.

## Geografia
Situat a la costa de la Riviera del Llevant, a l'est de Gènova, compta amb una superfície de 12,1 km² i les frazioni de Campodonico, Sanguineto i Sant'Andrea di Rovereto.

## Història
Entre el 6 de juny de 1805 i l'11 d'abril de 1814 Chiavari va ser la prefectura del districte homònim, dins el Departament dels Apenins, creat dins la nova organització administrativa fruit de la seva incorporació al Primer Imperi Francès de Napoleó I de França. Amb la seva dissolució passà a formar part del Regne de Sardenya, del qual en fou capital de província a partir de 1817.
Des de 1892 és la seu del bisbat de Chiavari.